# Xanthoparmelia benyovszkyana
Xanthoparmelia benyovszkyana är en lavart som först beskrevs av Gyel., och fick sitt nu gällande namn av Hale. Xanthoparmelia benyovszkyana ingår i släktet Xanthoparmelia och familjen Parmeliaceae.   Inga underarter finns listade i Catalogue of Life.